# Луїс Феліпе Санчес Апонте
Луїс Феліпе Санчез Апонте (нар. 11 травня 1947) — колумбійський римо-католицький священик, з 2004 р. Єпископ Чікінкіри.
Луїс Феліпе Санчес Апонте був рукопокладений у священники 28 вересня 1973 року. 11 лютого 2004 року папа Іван Павло ІІ призначив його єпископом Чікінкіри.